# Serguéi Glinkin
Serguéi Grigorievich Glinkin (en ruso: Сергей Григорьевич Глинкин; Yelets, RSFS de Rusia, 2 de octubre de 1921 – Moscú, Rusia, 25 de noviembre de 2003) fue un as de la aviación soviético que combatió en las filas de la Fuerza Aérea Soviética durante la Segunda Guerra Mundial, recibió el título de Héroe de la Unión Soviética por sus logros y obtuvo al menos treinta victorias aéreas individuales y una compartida al final de la guerra.

## Biografía

### Infancia y juventud
Serguéi Glinkin nació el 2 de octubre de 1921 en la ciudad de Yelets (actualmente en el óblast de Lípetsk en Rusia) en el seno de una familia de clase trabajadora. Desde 1932 vivió en Moscú. Se graduó en escuela local, luego en la escuela de aprendices de fábrica, después de lo cual trabajó como tornero en la planta de Moscú que lleva el nombre de Ordzhonikidze, al mismo tiempo que trabajaba se inscribió en el club de vuelo local de la asociación paramilitar OSOAVIAJIM (Unión de Sociedades de Asistencia para la Defensa, la Aviación y la Construcción Química de la URSS). En diciembre de 1939, fue llamado a filas en el Ejército Rojo de Obreros y Campesinos. En 1940 se graduó de la Segunda Escuela de Pilotos de Aviación Militar de Borisoglebsk que lleva el nombre de Chkalov. A partir de julio de 1943, combatió en la Segunda Guerra Mundial integrado en el Frente de Kalinin.

### Segunda Guerra Mundial
En febrero de 1944, con el rango de teniente de guardia, comandó una unidad del 5.º Regimiento de Aviación de Cazas de la Guardia de la 11.ª División de Aviación de Cazas de la Guardia del 1.º Cuerpo Aéreo Mixto de Guardias del 17.º Ejército Aéreo del Tercer Frente Ucraniano. En ese momento, había realizado 148 incursiones, participado en 45 batallas aéreas, en las que derribó al menos 19 aviones enemigos.
Por el Decreto del Presídium del Sóviet Supremo de la URSS «Al conferir el título de Héroe de la Unión Soviética a los oficiales de las fuerzas aéreas del Ejército Rojo» del 4 de febrero de 1944, se le otorgó el título de Héroe de la Unión Soviética con la concesión de la Orden de Lenin y la medalla Estrella de Oro N.º 3216.
El 15 de julio de 1944, el avión de Serguéi Glinkin fue derribado en una batalla al noreste de Leópolis, y luego el piloto embistió dos aviones Messerschmitt Bf 109. La explosión lo expulsó de la carlinga. Aunque recuperó el conocimiento en el aire, abrió su paracaídas y aterrizó en las posiciones de las unidades de infantería soviéticas, cuyos soldados le dieron los primeros auxilios y lo evacuaron al batallón médico.
Al final de la guerra, era subcomandante de escuadrón. Había realizado un total de 254 salidas de combate, en las que destruyó al menos treinta aviones enemigos personalmente y uno en grupo.

### Posguerra
Después del final de la guerra, continuó sirviendo en el ejército soviético. trabajó como piloto instructor de la Dirección del 22.º Ejército Aéreo (cuartel general en Petrozavodsk). El 14 de mayo de 1960, fue trasladado a la reserva con el grado de coronel. Vivió en Moscú, hasta su muerte el 25 de noviembre de 2003 y fue enterrado en el cementerio Troyekúrovskoye.

## Condecoraciones
A lo largo de su extensa carrera militar Serguéi Glinkin recibió las siguientes condecoracionesː
- Héroe de la Unión Soviética (N.º 3216, 4 de febrero de 1944)
- Orden de Lenin (4 de febrero de 1944)
- Orden de la Bandera Roja, cuatro veces
- Orden de la Estrella Roja, tres veces
- Orden de la Guerra Patria de 1.er grado
- Orden de Alejandro Nevski
- Medalla por el Servicio de Combate
- Medalla por la Conquista de Berlín
- Medalla Conmemorativa por el Centenario del Natalicio de Lenin
- Medalla por la Victoria sobre Alemania en la Gran Guerra Patria 1941-1945 (1945)
- Medalla Conmemorativa del 20.º Aniversario de la Victoria en la Gran Guerra Patria de 1941-1945
- Medalla Conmemorativa del 30.º Aniversario de la Victoria en la Gran Guerra Patria de 1941-1945
- Medalla Conmemorativa del 40.º Aniversario de la Victoria en la Gran Guerra Patria de 1941-1945
- Medalla Conmemorativa del 50.º Aniversario de la Victoria en la Gran Guerra Patria de 1941-19454
- Medalla de Zhúkov
- Medalla por la Liberación de Praga
- Medalla por la Conquista de Berlín
- Medalla Conmemorativa del 850.º Aniversario de Moscú
- Medalla al Trabajador Veterano
- Medalla del 30.º Aniversario de las Fuerzas Armadas de la URSS
- Medalla del 40.º Aniversario de las Fuerzas Armadas de la URSS
- Medalla del 50.º Aniversario de las Fuerzas Armadas de la URSS
- Medalla del 60.º Aniversario de las Fuerzas Armadas de la URSS
- Medalla del 70.º Aniversario de las Fuerzas Armadas de la URSS
- Medalla por Servicio Impecable de 1.er grado